# 1,3-ジオキセタン
1,3-ジオキセタン(1,3-dioxetane)は、化学式がC2O2H4の有機化合物である。酸素と炭素原子が交互に結合した四員環構造である。
ホルムアルデヒドの二量体と見なすことができる。